# Rapla
Rapla (njem. Rappel) je glavni grad okruga Raplamaa, Estonija. Udaljena je 45 kilometara od glavnoga grada Tallinna. Kroz grad protiče rijeka Vigala. Rapla ima 5.618 stanovnika (1. siječnja 2008.).
Rapla je prvi put u pisanim zapisima spominje 1241. godine kao Rapallo. 1. siječnja 2003. Rapla je dobila gradska prava.

## Gradovi prijatelji
- Askim, Norveška
- Kauhava, Finska
- Nurmijärvi, Finska

## Vanjske poveznice
- Službene stranice (na estonskom, ruskom i engleskom)

|  | Zajednički poslužitelj ima još gradiva o temi Rapla |